# Judith Águila
Judith Águila Hernández (L'Avana, 6 ottobre 1972) è un'ex cestista cubana.

## Carriera
Con Cuba ha disputato due edizioni dei Giochi olimpici (Barcellona 1992, Atlanta 1996), quattro dei Campionati mondiali (1990, 1994, 1998, 2002) e due dei Campionati americani (2001, 2003).